# Chevrolet Nova

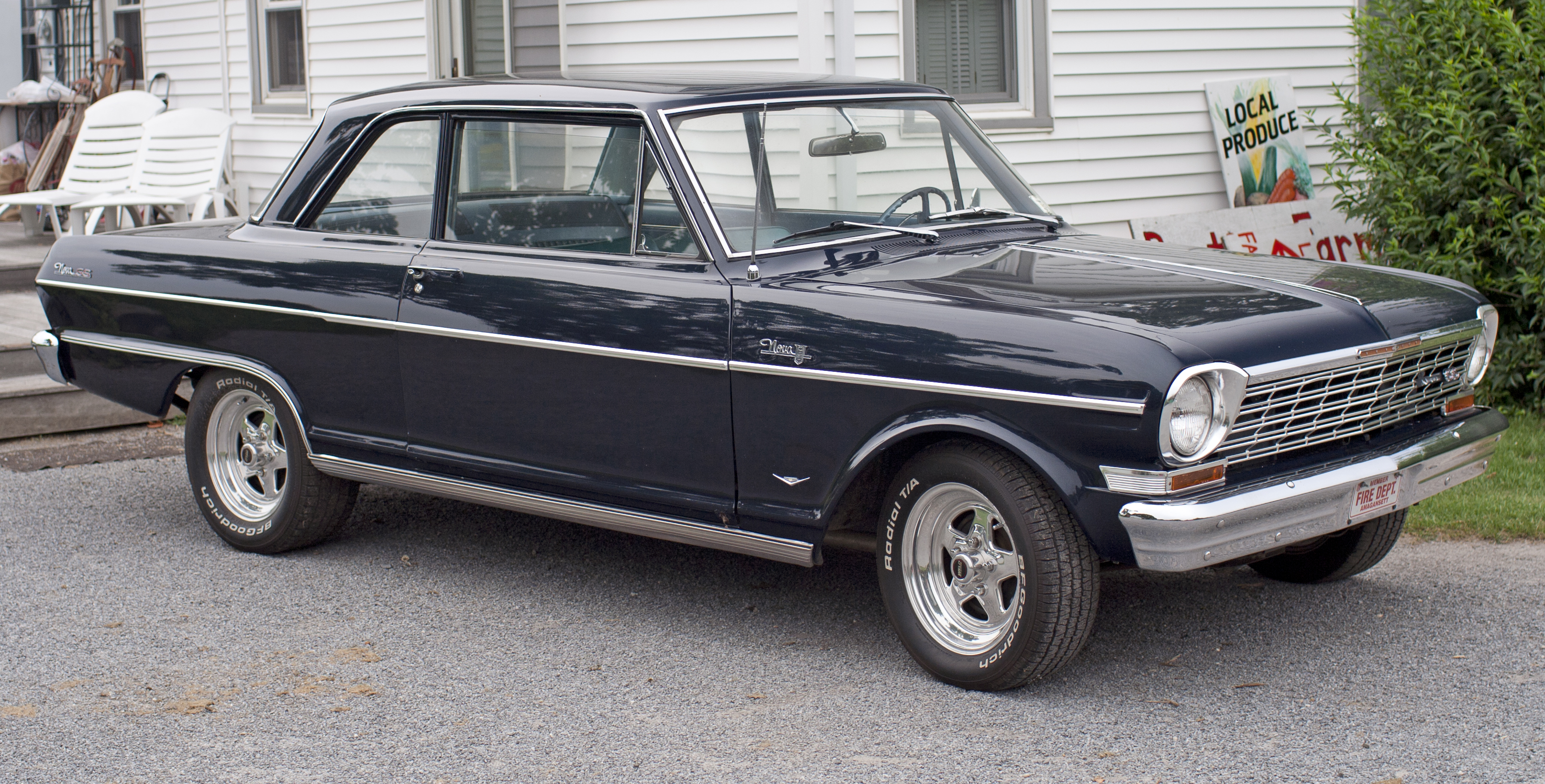
Chevrolet II Nova 400 «SS»

Chevrolet Nova — компактний автомобіль, що випускався в США підрозділом корпорації GM Chevrolet з 1962 по 1979 рік. До 1969 року базова модель називалася Chevrolet Chevy II, а Chevy II Nova було позначенням однієї з топових комплектацій. У Канаді ця модель продавалася під брендом Pontiac — спочатку як Pontiac Acadian, а в сімдесятих роках — як Pontiac Ventura II.
У модельному ряду автомобілів Chevrolet цей автомобіль займав позицію компактної моделі початкового рівня, хоча окремі модифікації позиціонувалися як «люксові» або «muscle-cars». Протягом свого випуску модель неодноразово була модернізована, кілька разів змінювався кузов, але все випущені під цією назвою автомобілі об'єднувала технологічна спадкоємність.
Також з 1985 по 1988 рік під цією назвою в США продавалася Toyota Corolla місцевої збірки.